# Julio Peralta
Julio Leonardo Peralta Martínez (ˈxuljo leoˈnaɾðo peˈɾalta maɾˈtines; Paramaribo, Surinam, 9 de setembre de 1981) és un tennista professional xilè especialitzat en la modalitat de dobles masculins. Oficialment no ha anunciat la seva retirada però resta inactiu des de 2023.
Peralta ha aconseguit sis títols de dobles masculins a l'ATP World Tour i un títol individual de categoria Challenger. Aquests resultats li van permetre arribar al 29è lloc del rànquing de dobles masculins l'any 2017.

## Palmarès

### Dobles masculins: 10 (6−4)
| Llegenda                          |
| --------------------------------- |
| Grand Slams (0−0)                 |
| ATP Finals (0−0)                  |
| ATP World Tour Masters 1000 (0−0) |
| ATP World Tour 500 (1−0)          |
| ATP World Tour 250 (5−4)          |

| Títols per superfície |
| --------------------- |
| Dura (1−3)            |
| Gespa (0−0)           |
| Terra batuda (5−1)    |

| Resultat  | Núm. | Data                   | Torneig                     | Superfície   | Parella           | Oponents                       | Marcador           |
| --------- | ---- | ---------------------- | --------------------------- | ------------ | ----------------- | ------------------------------ | ------------------ |
| Guanyador | 1.   | 28 de febrer de 2016   | São Paulo, Brasil           | Terra batuda | Horacio Zeballos  | P. Carreño Busta David Marrero | 4−6, 6−1, [10−5]   |
| Guanyador | 2.   | 24 de juliol de 2016   | Gstaad, Suïssa              | Terra batuda | Horacio Zeballos  | Mate Pavić Michael Venus       | 7−6(2), 6−2        |
| Guanyador | 3.   | 25 de setmebre de 2016 | Metz, França                | Dura (i)     | Horacio Zeballos  | Mate Pavić Michael Venus       | 6−3, 7−6(4)        |
| Finalista | 1.   | 12 de febrer de 2017   | Quito, Equador              | Terra batuda | Horacio Zeballos  | James Cerretani Philipp Oswald | 3−6, 1−2, retirada |
| Guanyador | 4.   | 16 d'abril de 2017     | Houston, Estats Units       | Terra batuda | Horacio Zeballos  | Dustin Brown Frances Tiafoe    | 4−6, 7−5, [10−6]   |
| Finalista | 2.   | 26 d'agost de 2017     | Winston-Salem, Estats Units | Dura         | Horacio Zeballos  | Jean-Julien Rojer Horia Tecău  | 3−6, 4−6           |
| Finalista | 3.   | 24 de setembre de 2017 | Sant Petersburg, Rússia     | Dura (i)     | Horacio Zeballos  | Roman Jebavý Matwé Middelkoop  | 4−6, 4−6           |
| Finalista | 4.   | 22 d'octubre de 2017   | Anvers, Bèlgica             | Dura (i)     | Santiago González | Scott Lipsky Divij Sharan      | 4−6, 6−2, [5−10]   |
| Guanyador | 5.   | 22 de juliol de 2018   | Båstad, Suècia              | Terra batuda | Horacio Zeballos  | Simone Bolelli Fabio Fognini   | 6−3, 6−4           |
| Guanyador | 6.   | 29 de juliol de 2018   | Hamburg, Alemanya           | Terra batuda | Horacio Zeballos  | Oliver Marach Mate Pavić       | 6−1, 4−6, [10−6]   |

## Trajectòria

### Dobles masculins
| Open d'Austràlia | A   | A    | 1R          | 1R          | A           | A           | A   | A   | 0 / 2   | 0 – 2   |
| Roland Garros | A   | 2R   | QF          | 2R          | A           | A           | A   | A   | 0 / 3   | 5 – 3   |
| Wimbledon | A   | 1R   | 2R          | 2R          | A           | NC          | 1R  | A   | 0 / 4   | 2 – 4   |
| US Open | 1R  | 1R   | 2R          | 2R          | A           | A           | A   | A   | 0 / 4   | 2 – 4   |
| Jocs Olímpics | NC  | 1R   | No celebrat | No celebrat | No celebrat | No celebrat | A   | NC  | 0 / 1   | 0 – 1   |
| Total Victòries−Derrotes                                                                                                   | 0−1 | 17−8 | 36−24       | 25−22       | 0−0         | 0−0         | 0−0 | 1−4 | 79 – 61 | 79 – 61 |
| Rànquing a final d'any | 101 | 44   | 29          | 40          | 283         | 564         | 551 |     |         |         |
| Llegenda: G: Guanyador; F: Finalista; SF: Semifinalista; QF: Quarts de final; Q: Qualificació; A: Absent; RR: Round Robin; |     |      |             |             |             |             |     |     |         |         |